# Скендербег
Ђурађ Кастриот (алб. Gjergj Kastrioti; Сина, 6. мај 1405 — Љеш, 17. јануар 1468), познатији као Скендербег (алб. Skënderbeu од. тур. İskender Bey), био је борац против османских освајача и исламизације. Рођен је у породици српског порекла. Њега су Албанци (крајем 19. века) прогласили за свог националног хероја.
Према Гибону, Ђурђева породица Кастриот(ић)а води порекло од старог српског братства Бранил(овић)а из Зете. Скендербегов деда, Павле Кастриотић, доселио се у Јањину у Епиру као српски кефалија. Скендербегов отац, Иван Кастриотић, био је кнез Епира, који је држао Мат, Кроју, Мирдиту и Дибер, и за разлику од свог оца, брзо је научио албански језик од локалног становништва. Његова мајка, Војислава, била је принцеза такође српског порекла, ћерка Гргура Бранковића и унука чувеног српског витеза Вука Бранковића. Неке мање поуздане анализе стављају је у породицу Трибалда, пореклом из Старе Србије. Иван Кастриотић је био међу првима који се супротставио упадима Бајазита I, међутим, његов отпор није имао никакав значајан ефекат. Султан га је натерао да плаћа данак, а да би осигурао верност племића тих крајева, Турци су одвели Ђурђа заједно са његовом браћом као таоце.
Скендербег је у Љешу 1444. године сазвао племенске главаре Арбаније и Црне Горе, како би се заклели да ће заједнички ратовати против Турске. Постао је вођа тада формиране Љешке лиге. Због борбе против Османлија прво га је глорификовала Католичка црква (иако је током свог живота био и муслиман и православац), а убрзо и словенски народи са Балкана, који су га сматрали својим националним херојем. Крајем 19. века албански националисти су, у недостатку албанске средњовековне државе и њених хероја из тог времена, почели са албанизацијом Скендербега и његове побуне. Скендербегова борба против Османлија, међутим, није била општи устанак становника Албаније против Османског царства. Становништво великих градова у Албанији, који су на југу припадали Османлијама, а на северу Венецији, није га подржавало док су његови борци припадали различитим етничким групама попут Срба (Словена), Албанаца, Грка и Цинцара (Влаха). Османски војници против којих су се борили нису били Турци из Анадолије, већ локално, већином албанско становништво које је било вољно да се бори против мањинског дела припадника свог народа у редовима Скендербегових снага.
Почев од 15. века (са делима Константина Михаиловића и Мартина Сегона) Скендербег је био предмет бројних књижевних и уметничких радова. Скендербегове војне вештине су Османлијама представљале велику препреку и у многим западноевропским земљама сматран је примером борбе хришћанства против османских муслимана.

## Име
Ђурђево име је 1463. године записано на латинском језику као „Zorzi Castrioti”. Његово име на латинском би се на српски језик могло превести као Ђурађ или Ђорђе.
Најранији материјални доказ његовог имена Ђурађ је са фресака из 1426. године, када су Иван и његова четири сина скупили данак из два села у данашњој Македонији (данас Маврово и Ростуша) и донирали манастиру Хиландар. Касније, између 1426. и 1431. године, Иван и његови синови, осим Станише, купили су четири аделфата (права да бораве на монашкој територији и да примају субвенције из манастирских ресурса) и доделили манастиру Светог Ђорђа, како пише у хиландарским изворима.
Првобитно латинско презиме, „Castrioti” (исто као „Castriothi” 1408. године), у савремену албанску историографију је донето као „Kastrioti”. „Gjergj” је савремени албански еквивалент српског имена Ђурађ. Неки историчари га зову „Georgius Castriotus Scanderbegus” у својим научним радовима. Презиме је изведено од латинске речи „castrum” и од грчке речи „κάστρο” (срп. замак). Према неким историчарима његово презиме је топоним од Кастриот у савременој североисточној Албанији.
Османлије су му дали надимак Искендер Беј тур. İskender Bey, што значи „Господар Александар” или „Вођа Александар” , по узору на чувеног античког војсковођу Александра Македонског, који је био један од Скендербегових главних узора. У Скендербеговом писму Дубровчанима из 1450. године, које је написано на српском језику и на ћирилици, он је потписан као "Скедерь бегь", и у 1459. години као "Скендьрь бегь".

## Младост
Постоји много теорија о Ђурђевом месту рођења, које је највероватније било село Сина, једно од неколико села које је поседовао његов деда Павле Кастриотић. Ђурађ је син Ивана Кастриотића, племића из породице Кастриотићи, који је владао територијом од Љеша, па све до Призрена, у коју су улазиле области реке Маће, Мирдите и Дибера у данашњој средњој и северној Албанији, и мајке Војиславе, из лозе познате српске династије Бранковића. Ђурађ је имао три старија брата, Станишу, Репоша и Костадина и пет сестара, Мару, Јелену, Анђелију, Влајку и Мамицу.
У то време, Иван је своју вероисповест мењао у односу на политичке околности. У периодима савезништва са Млетачком републиком био је католик, док је у периодима савезништва са Србијом био православац. Иван је касније постао османски вазал крајем 14. века и османском султану је исплаћивао данак и слао помоћне војне одреде. Његови одреди нашли су се, заједно са одредима његовог таста Гргура Бранковића, на султановој страни у бици код Анкаре 1402. године. Његов син Станиша је 1409. године постао османски талац. Скендербег је, заједно са својом браћом Репошом и Константином, касније послат на османски двор као данак у крви. Данак у крви је био систем који је хришћанску децу претварао у муслимане, да би они касније постајали османски официри. Станиша је још као дечак одведен у Турску, међутим Ђурађ је тек са 18. година послат као талац Османлијама од стране свог оца. У то време је било уобичајено да месни племић, кога је османска војска поразила, пошаље свога сина на османски двор као таоца на неодређено време. На тај начин би султан имао контролу над облашћу где влада његов отац. Третман таоца није био тако лош. Напротив, они би се школовали у најбољим војним школама и били би обучавани да постану будући војни команданти.

### Порекло
О српском пореклу Скендербега сведоче многи историчари. Његов прадеда, према историјским изворима, потиче са територије западног Косова, које је било предоминантно српско у том историјском периоду, а вероватно је био из познатог српског братства Браниловића из Црне Горе. Поједини историчари трасирали су порекло Скендербега и његове породице до Босне и Херцеговине, најчешће Ливна. 60-их година 20. века, немачки историчар Франц Бабингер, тврдио је да је кефалија Бранило Кастриот(ић), Скендербегов прадеда и његов најранији познати предак био Србин. Средњевековни албански историчар и великаш Ђон Музака, такође је у својим летописима карактеризовао Ђурђа Кастриота Скендербега као "српске природе". Његов ујак Константин, такође је носио и презиме Мазарек (Месерић), које многи историчари идентификују као старо српско.

## Служба у османској војсци
Скендербег је први пут као талац послат у двор код Једрена (Адријанопољ) 1415. године, а затим поново, по други пут 1423. године. Тада је сигурно остао 3 године на двору, где је у чувеној школи за јаничаре - Ендеруну, тренирао, и био међу најуспешнијим ученицима.
Када је завршио школу Ендерун, султан му је обећао власт над поседима којима је владао његов отац. Чувши то, Иван се забринуо да султан не пошаље Скендербега да заузме његов посед, па је у априлу 1428. године обавестио Млетачку републику, у нади да ће од њих добити помоћ. Том приликом Иван је био приморан да тражи опроштај од Млетачке, будући да је његов син Скендербег претходно ратовао са хришћанима. Ивана је 1430. године ипак поразио војвода Скопља, Исак-бег, који је успео да заузме неке делове Иванових територија, али не све.
Касније исте године, Скендербег је ратовао на страни Османлија против хришћана, због чега добија титулу спахије. Према неким историчарима, Скендербег је добио посед у Никопољу, данашњој Бугарској, како је уписано у једном документу из 1430. године. Иако је Скендербег позван да помогне своме рођаку Ђорђу Аријаниту Комнину и Андрију Топију и осталим обласним владарима на територији између Валоне и Скадра у устанку против Османлија (1432—1436), он је то ипак одбио, јер је био веома одан султану.
Скендербег је 1437. сменио дотадашњег османског намесника града Кроје Хизир-бега, владавши као османски намесник у Кроји до новембра 1438. године када је Хизир-бег поново постављен на тај положај. Док је био у области данашње Албаније као османски намесник, одржавао је добре односа са својим људима и са племићима, попут свог оца. Након тога, до маја 1438. године, Скендербег је владао великим вилајетом у области око Маће и Љеша, одакле је успео да освоји девет села која су претходно припадала његовом оцу Ивану, па је по њему назвао ту област „Иванов посед”. Због вештина које је показао у борбама, Скендербег је од султана добио титулу валије. У то време, Скендербег је командовао војном јединицом од 5.000 људи.
Након смрти његове браће Репоша 25. јула 1431. године и Константина 1437. године, као и његовог оца Ивана 1437. године, Станиша и Скендербег наставили су политику свог оца према Млетачкој републици и Дубровнику. Године 1438/9. имали су непрекидне привилегије у тим државама, које су наследили од оца.
Током 1438. и 1443. године је ратовао против хришћанских земаља, најчешће са трупама које је предводио Јанош Хуњади. Године 1440, је постављен на положај владара Дебарског санџака.

## Борба против Османског царства

### Почетак
Када је Јанош Хуњади поразио војску Османског царства код Ниша 1443. године, Скендербег је отказао верност османском султану и напустио његову војску. Према другим изворима, Скендербег је, заједно са још 300 ратника напустио султанову војску у периоду Куновичке битке 2. јануара 1444. године. Након овога, вратио се у свој завичај и поново примио православну веру. На превару је преузео контролу над Кројом, која је постала центар његових операција против Османског царства, Млетачке републике и непријатеља свог савезника Напуљског краља наредних 25 година.
Када је дошао у Кроју 28. новембра, послао је молбу султану да му препусти власт над Кројом, што је овај и урадио. Да би проширио своју област и утицај, прогласио је себе за легалног наследника зетског престола. Након тога, заузео је тврђаве Петрела, Презе, Гури и Барде, Светиград, Модрич и друге, завладавши територијом већом од територије његовог оца. Тада је поставио у Кроји своју заставу са црним двоглавим орлом (данас национални симбол Албаније), по узору на грб династије Немањића, од које је по мајчиној линији потицао. Будући да је напустио ислам и поново постао православац, наредио је и свим својим људима да учине исто - онај ко би одбио морао је да плати главом. Од тада је, међу муслиманима, добио назив издајнички Искендер.
Нинац Вукосилац водио је Скендербегов банкарски рачун у Дубровнику. Породица Газули се бринула за финансију, дипломатију и војску. Јован Газули је био послат угарском краљу Матији Корвину да му помогне у његовим кампањама против турског султана Мехмеда II. Витез Павле Газули је често ишао у Италију, а Андреа Газули је била амбасадор у Дубровнику пре него што је постала члан Скендербеговог двора. Породица Гундулић имала је сличан посао као и породица Газули. У редовима Скендербегове властеле нашли су се још многи знаменити људи, попут Џона Њупорта, Стефана Балшића, који је функционисао као амбасадор Скендербега у Милану око 1456. године, Стијепана Радојевића који је 1466. године обезбедио пут бродовима до Сплита, витеза Рускуса из Котора, и осталих. Преписивање се вршило на српском, грчком, латинском и италијанском језику. Документе на латинском је писао нотар из Италије или Млетачке са територија у данашњој Албанији.
На лето 1444. године, Скендербег се сукобио са османским војним одредом под командом Али-паше, којег је победио у једној од првих битака коју је османска војска изгубила на европском тлу. Скендербег је у овој бици командовао војском од 3.500 ратника. У сукобу погинуо је Али-паша заједно са још 1500 османских војника.
Још један војни одред под командом Фируз-паше послат је 10. октобра 1445. послат да спречи Скендербегово напредовање у правцу Македоније. Фируз је чуо да је Скендербегова војска распуштена, тако да је планирао да нападне Скендербега на подручју између Дрима и Призрена. Скендербег је сазнао за ово и наредио напад на војску Фируз-паше. Ово је била Скендербегова друга победа над Османлијама у Европи, а за њом су уследиле још две - прва код Охрида, а друга у бици код Отонете 27. септембра 1446. године.
Под покровитељством Венеције, Скендербег је одређен да командује војним савезом српских племића из данашње северне Албаније и Зете у оквиру Љешке Лиге у марту 1444. године.
Османско царство је од 1443. до 1478. четири пута безуспешно покушало да освоји Кроју. У два од ова четири похода је султан лично предводио војску. Османска војска је 1450. године први од четири пута доживела крах пред зидинама Кроје  и тадашњи султан Мурат II је био приморан да се повуче. Скендербег се 1457. године повукао у планине пред османском војском, која је провалила преко Љешке лиге у Зету. Кроја је безуспешно опсађивана и 1466. и 1467.

### Рат са Венецијом
У почетку Скендербегових операција против Османлија, он је добијао значајну помоћМлетачке републике. Међутим, Скендербег је створио моћну и уређену силу на територијама којима је загосподарио, и баш из тог разлога, убрзо је постао претња интересима Млетачке републике, што је довело до значајног погоршања односа између старих савезника. Млетачке претензије на тврђаву Дањ, која се налазила под контролом Скендербега, изазвале су дуги оружани сукоб који је трајао од 1447. до 1448. године. Након неуспешних напада на Бар и Улцињ, Млечани су Ђурђу Бранковићу, Стефану Црнојевићу и Албанцима понудили награду за убиство Скендербега. Млечани су по сваку цену желели или да свргну Скендербега или да га убију. Чак су ишли толико далеко да особи која би убила Скендербега понуде доживотну пензију у износу од 100 златних дуката. У току сукоба, Венеција је предложила Турцима да заједничким снагама нападу Скендербега, и у исто време на њега ударе са истока и запада, да би се Скендербег борио на два фронта. Турци су, наравно, ову понуду радо прихватили.
Дана 14. маја 1448. године, Мурат II је, заједно са својим сином напао Светиград, стратешки важно утврђење на улазу у источну Македонију, док је млетачка војска под командом Андреје Вениера кренула ка Скадру, где ју је Скендербег, 23. јула 1448. године победио у крвавој бици. Касније, лета 1448. године, Скендербег и његова војска су се, због недостатка воде предали Османлијама, уз захтев да мирно прођу поред османске војске, који је прихватио и испоштовао Мурат II. Извори се о конкретним разлозима предаје не слажу. Према неким од њих, Скендербег и његови војници нису хтели да пију воду јер се тада у дворцу нашао мртав пас, будући да се веровало да би у супротном, према традицији "покварили своје душе". Са друге стране, према османским изворима, највероватније је да су Османлије пресекле све изворе воде, па се историчари радије држе османске теорије. Иако је изгубио релативно мало људи, Скендербег је ипак предао тврђаву Светиград Османлијама. Истовремено су настављене кампање против Млечана на северозападу, у склопу којих су опседнути Љеш и Драч, који су тада били под млетачком контролом.
Августа 1448. године, Скендербег је победио Мустафа-пашу у Диберу у бици за Ороник. Мустафа је изгубио 3.000 људи и 12 официра, а и сам је постао заробљеник Скендербега. Мустафу су Османлије откупиле за 25.000 дуката. Када су Млечани чули за овај пораз османске војске, одмах су склопили мир са Скендербегом. Скендербег је тек тада сазнао за тајни споразум Млечана и Турака о заједничком нападу на Љешку лигу.
Дана 23. јула 1448. године, Скендербег је са својом војском од 10.000 људи прешао Дрим и сукобио се са Млетачком војском од 15.000 људи под командом Данијела Луричија, намесника Скадра. Скендербег је пре битке своју војску упозорио на шта све да буду спремни, а стрелцима наредио да отпочну паљбу. Битка је потрајала свега неколико сати све док цела млетачка војска није побегла са бојног поља. Када је Скендербег увидео да Млетачка војска бежи, он се усмерио директно на зидине самог Скадра, до којих је гонио избезумљене млетачке војнике. Међутим, ни један млетачки заробљеник није задржан, већ су сви након завршетка опсаде пуштени, што су искористили као повод за велико славље. Скендербег је успео да нанесе Млечанима штету од 2.500 мртвих и 1.000 заробљених војника, док је његова војска изгубила само 400 војника. Мировним споразумом, који су склопили Ђорђе Палине, Скендербег лично и представници Венеције 4. октобра 1448. године, Венецији је препуштена власт над околином тврђаве Дањ, коју је држала и пре рата, али је морала да преда велике територије на реци Дрим. Скендербег је исто добио 200 коња из Драча, а Венеција му је платила 1.400 дуката као ратну одштету.
У току овог рата, створено је пријатељство између Скендербега и западног краља Алфонса V од Арагона (1416—1458), будући да је он био највећа препрека Млечанима у њиховој жељи да доминирају Јадранским морем. Алфонсо је одувек сањао да у драгуље своје круне укључи и највећи драгуљ Јадрана - саму Венецију, и Скендербега је видео као адекватног савезника за остваривање својих циљева.
Један од разлога зашто је Скендербег прихватио мир са Венецијом јесте молба коју су Јанош Хуњади и његова војска која је брзим кораком напредовала ка унутрашњости османских територија, упутили Скендербегу за помоћ у даљим операцијама. Међутим, на крају, Скендербегова војска није ни учествовала у овој бици, будући да га је Ђурађ Бранковић, који је ушао у савез са султаном Муратом II, спречио у томе, додуше, историчари се и даље споре око Бранковићеве улоге. Изгледа да је хтео да помогне Хуњадију одмах када је прихватио мир са Млечанима, јер је у тренутку потписивања мира био свега 20 mi (32 km) од Косова Поља, где се мађарска војска сукобила са Османлијама, и без Скендербегове помоћи остала потучена. Као резултат, Скендербег је опустошио његову област као казну због убијања хришћана.

### Опсада Кроје
У јуну 1450. године, две године после османског освајања Светиграда, Мурат и његов син Мехмед II, своју огромну војску од 100 000 људи преусмерили су према срцу побуњеничке територије - Кроји, коју су опсели Скендербегова стратегија била је да у Кроји остави војску од 1.500 људи под командом његовог најлојалнијег поручника, Врана Контина, док је сам себи наменио јединицу сачињену од Словена, Немаца, Француза и Италијана, коју је користио да уништава Османлије које су улогорене окруживале зидине Кроје. Ову тактику напада Турци су тешко поднели, јер је у току ових напада уништена велика количина ратних залиха. У оваквом стању нападачеве војске, побуњеничке снаге са лакоћом одбраниле су три главна противничка напада на зидине Кроје, наносећи им истовремено неповратне губитке. Последња опција Османлија, да пресеку доток воде утврђењу, мизерно је пропала када су се њихови подземни тунели урушили. На крају, Османлије су понудиле 300.000 аспра (османских бронзаних новчића) и високи ранк официра у османској војсци Врану Контину, који је одбио обе понуде.
Током ове исцрпљујуће опсаде, млетачки трговци из Скадра продавали су храну Османлијама, док су млетачки трговци из Драча храну продавали Скендербегу. Откривши ово, Скендербег је извршио силан напад на млетачке караване, који је довео до повећања тензија између њега и Млечана, али је сукоб решен уз помоћ Балија из Драча, који је зауставио млетачко допремање хране Османлијама. У септембру 1450. године, османске трупе погодила је болест нестрпљења. Претила је побуна међу војницима, који су били разјарени чињеницом да се још нису докопали утврде. Мурат је био свестан да Кроја сигурно неће пасти пре предстојеће зиме, па је одлучио да се, у октобру 1450. године, са преосталом војском повуче у Једрене. Османлије су изгубиле 20.000 људи у току опсаде. Постоји податак да је више османских војника оставило кости пред зидинама Кроје, него што се са Муратом вратило у Једрене. Неколико месеци касније, 3. фебруара 1451. године, Мурат је умро у Једрену, где га је наследио његов син Мехмед II (1451—1481).
Након за обе стране исцрпљујуће опсаде, Скендербег је остао без готово свих ресурса неопходних за наставак ратовања. Племићи Љешке лиге из околине Кроје почели су да прелазе на Муратову страну, јер је он могао да их спасе од прогона. Чак и после Султановог повлачења, они су одбили да се пруже помоћ Скендербегу да прошири своју територију. Скендербег је био приморан да у помоћ призове старе савезнике свога оца, па је лично отпутовао до Дубровника. Дубровчани су сместа информисали Папу Николу V, који је одмах Скендербегу пружио потребну финансијску помоћ, захваљујући којој је Скендербег успео да стабилизује своју власт у Кроји и чак се и прошири. Скендербег је због своје јуначке борбе постао чувен у читавој Европи, чији су велики владари кренули да успостављају везе са њим. У Кроју убрзо су пристигли амбасадори највећих европских центара - Рима, Напуља, Угарске и Бургоње.

### Ојачавање

##### Скендербег и Алфонсо V
Иако је Скендербег успео да одбрани свој посед од Мурата, није успео да се одбрани од већег непријатеља - сушне године. Жетва је те године због суше била веома слаба и глад се ширила Љешком лигом. Након што су Млечани одбили његов захтев за финансијску помоћ, одлучио се да своје пријатељство са Алфонсом V примени у пракси. Алфонсо, који је у јануару 1451. године постао једини краљ Арагона, одазвао се на Скендербегове захтеве, потписавши са њим споразум 26. марта 1451. године. Споразумом Скендербег је постао Алфонсов вазал и обавезао се да му помаже у војним сукобима, док се Алфонсо обавезао да финансијски помаже Скендербегу Краљ Алфонсо је обећао да ће да поштује старе привилегије Љешке лиге у међународним односима и да ће Скендербегу плаћати 1.500 дуката годишње, док је Скендербег обећао да ће вазалне обавезе кренути да испуњава тек након што протера Турке из своје земље, што се никада није ни десило. Никакви извори о Скендербеговом плаћању данка Алфонсу нису сачувани. Уместо данка, Скендербег слао је османске заробљенике и банере Алфонсу као поклоне. Тако је Скендербег био de facto потпуно самосталан владар, док је Напуљ само давао финансијску подршку Скендербегу. Постоји спор међу неким историчарима, о томе да ли је Кроја била под контролом Скендербега или је препуштена Алфонсу. Међутим, да је Алфонсо држао Кроју има мале вероватноће, већина историчара се слаже да је она остала под директном контролом Скендербега.
Скендербег се, Месец дана након споразума, 21. априла 1451. године у православном манастиру Арденица, оженио Доником, ћерком Ђорђа Аријанита Комнина, једног од најмоћнијих племића Љешке лиге, и од тада је веза између њих двојице почела да јача. Њихов једини син је био Иван Кастриот II, који је име добио по свом деди, Скендербеговом оцу.
Године 1451, Муратов наследник Мехмед, фокусирао се на ратовање са Караманима и Ментешима у Малој Азији, али је намеравао да након решавања ситуације у Азији освоји Љешку лигу. Током овог кратког периода мира, Скендербег је од Алфонсовог новца обновио оштећену Кроју и подигао нову тврђаву у Модрици, у дримској долини близу Светиграда (који је изгубљен у опсади 1448. године). Тврђава је конструисана у топлом периоду лета у року од само неколико месеци. Ово је био велики ударац за османске напоре.
Брзо након споразума који је потписао у Гаетаји, Алфонсо V склопио је споразуме и са осталим кључним владарима Скендербегове Љешке лиге, међу којима треба истаћи Ђорђа Аријанита Комнина, и деспота Мореје, Димитрија Палеолога. Ово, по мишљењу неких, имплицира да је Алфонсо V имао планове о крсташком походу на османско царство, који би започео са територија Љешке лиге и Мореје, међутим, до њега никада није дошло.
После овог споразума, крајем маја 1451. године, један мали одред од 100 каталонских војника, које је предводио Бернард Вакуер, учврстио се у утврђењу у Кроји. Годину дана касније, у мају 1452. године, Кроја је угостила још једног припадника каталонске аристократије, овог пута поткраља Рејмона д'Ортафа. Године 1453, Скендербег је платио тајну посету Напуљу и Ватикану. Егзактни разлози ове посете нису забележени у историји, али вероватно је велики генерал дошао к предводницима западног дела васељене да постави своје нове услове о сарадњи, који су се изменили падом Цариграда у под сенку османског султана. Верује се и да је било речи о претходно поменутом ризичном Алфонсовом подвигу - новом крсташком походу, који би Алфонсо званично представио папи Николи V на састанку који се десио око 1453. године.

##### Борба против Османлија 1452-1454 (Тахип-паша и Ибрахим-паша)
Пет година након прве пропасти османских трупа под Кројом, Љешка лига имала је прилику да се стабилизује и "одмори" од ратовања, док је нови султан био заузет освајањем преосталих територија Ромејског царства. Међутим, ситуација се променила 1452. године, недуго након Скендербегове посете Западу, када је Мехмед II изненада наредио нови напад на Скендербега, пославши експедицију против њега, са Тахип-пашом, као главним командантом, и Хамза-пашом, као његовим помоћником, на челу армије од 25 00 људи, која је била равноправно подељена између њих двојице.
Скендербег је против новог османског напада подигао војску од 14 000 људи, на чије је чело поставио свог најпоузданијег генерала - самог себе. Он је прво планирао да победи Хамзин део армије, а потом опколи Тахипа са свих страна. Скендербег није дао Хамзи пуно времена да се припреми, тако да је 21. јула нападнут одмах. Жесток напад Скендербега османска војска дочекала је бегом. Истог дана, Скендербег је напао Тахипову војску и победио је, усмртивши Тахипа. Османска армија остала је без заповедника, јер су они били или побијени, или су бежали не би ли сачували живе главе. Скендербегова победа над јачим и моћнијим Муратом је била право изненађење за Љешку лигу.
Током тог периода, дошло је и до вишегодишњег сукоба Скендербегове породице и породице Дукађина. Овај сукоб окончан је папином интервенцијом, споразумом склопљеним 1454. године.
Иако поражен, Мехмед није посустајао. Дана 22. априла 1453. године, Мехмед је послао још једну експедицију против Скендербега под командом Ибрахим-паше. Истог дана, Скендербег је из тврђаве Дебар покренуо напад на османски логор, чиме је произвео огромну пометњу међу изненађеним Турцима. Ибрахим је убијен са војском од 3.000 људи. Након успешне битке са Ибрахимом, Скендербегова војска је наставила да пљачка пре него што се вратила у Дебар. Скендербег се у тврђаву вратио као победник, са његовој оданој војсци разделио је плен. Пет недеља касније, Мехмед II је освојио Цариград, што је целу хришћанску васељену оставило у неповратном шоку. Мехмед, који је том приликом добио надимак "Освајач", преусмерио је своју пажњу ка победи над Угарском и Италијом.
Скендербег је информисао краља Алфонса да је границе својих земаља проширио на рачун Мехмеда, на шта је Алфонсо одговорио обећањем да ће послати свог поткраља Рејмона д'Офарту назад у Кроју са ратним залихама и додатним трупама потребним за наставак рата.

##### Опсада Берата (1454)
Почетком 1454. године, Скендербег и Млечани су информисали краља Алфонса и папу о могућој османској инвазији, те су од њих затражили потребну помоћ. Папа је послао 3.000 дуката, а Алфонсо је послао 500 пешадинаца и извесну суму новца Скендербегу. Међутим, Млечанима се никако није допадао присан однос Скендербега и Алфонса, њиховог заклетог непријатеља. Алфонсо је свој однос са Скендербегом злоупотребљавао да уцењује Венецију, која није имала позитивна искуства из ратовања са њим, претећи јој често да ће их Скендербег напасти у периоду од 1448—1458. Венеција се зато помиривала са Скендербегом више пута током тог периода.
У јуну 1454. године, Рејмон је пристигао у Кроју, овог пута са титулом "поткраља Љешке лиге, Грчке и Славоније", и са личном поруком Скендербегу као генералном капетану напуљских трупа у деловима Љешке лиге. Уз Рејмона, краљ Алфонсо је послао свештеника Фра Лоренза да Палерина и Фра Ђованија де л'Акуила Љешкој лиги са заставом Крсташа, што је сигнализирало почетак Алфонсовог планираног похода. Чак иако се тај крсташки рат никада није ни десио, напуљске трупе су коришћене у Скендербеговој опсади Берата, где су претрпеле највећи број губитака.
Опсада Берата је била прави тест војски новог султана и Скендербега, који се завршио османском победом. Скендербег је опседао градску тврђаву месецима, због чега је османски заповедник у тврђави константно био у дилеми око предаје. Видевши стање османског заповедника, Скендербег се опустио, убеђен да ће трђава брзо пасти у руке његових војника. Заповедништво над половином своје војске, сачињеној од око 5 000 коњаника, коју је оставио на обалама реке Осум, препустио је својим генералима Музакију и Топији. Љешка војска и даље се осећала безбедно, али не задуго. Испоставило се да је Скендербегов потез била огромна стратешка грешка. Османлије су увиделе шансу да нападну Скендербегове трупе, што су и учинили, пославши велики број коњаника под вођством Исак-бега. Османлије су угледале љешку коњицу док су се одмарале на обалама реке Осум, и скоро свих 5.000 преосталих љешких коњаника било је убијено. Највећи део љешке армије био је под вођством Скендербеговог таста Ђорђа Аријанита Комнина, који је Скендербегу пружио највећу подршку након овог пораза.

##### Криза у Љешкој лиги 1456.
Један шиптарски великаш и припадник Скендербегове Љешке лиге, Моиси Големи, након овог пораза пребегао је Османлијама, до којих је на управу добио османске територије око Дебра. Вратио се у Љешку лигу 1456. године, али на челу једне османске војске од 15.000 људи, са циљем да победи Скендербега. Ово се, наравно није остварило, јер га је Скендербег до ногу потукао у бици за град Ораник, након које је Моиси изгубио своју територију код Дебра крајем марта 1456. године. Недуго након тога, 5. априла 1456. године, Скендерег је упао у Кроју и заробио Моисија. Скендербег је помиловао Моисиа, будући да му је овај обећао да ће му бити одан све до његове смрти 1464. године.
Од тада, Венеција је постепено успела да наговори неке припаднике Скендербегове породице, заједно са његовим слабијим албанским суседима да се окрену против Скендербега. Они су, 1456. године, поставили Ђорђа Аријантија као „капетана целе Љешке лиге”, на територији од Скадра до Драча, али је Скендербег и даље имао предност. Скендербегови следбеници на северним просторима Љешке лиге и све вође на простору око планине Томор остали су лојални њему. У то време, Скендербег је заузео поседе породица Зеневеиса и Балшића.
Године 1456, један од Скендербегових нећака, Ђорђе Стрез Балшић, продао је Модрич тврђаву (данас у Македонији) Османлијама за 30.000 бронзаних дуката. Он је покушао да прикрије овај договор, али Скендербег је некако открио за његову издају и он је послат у затвор у Напуљ. Исте године је рођен Скендербегов син, Иван Кастриот II.

##### Победа на Ујебардом пољу и последице
На лето 1457. године, једна османска војска са око 70.000 људи је напала Љешку лигу са надом да ће да освоји Љешку лигу једном за свагда. Ову војску су предводили Исак-Бег и Хамза Кастриот, командири који су знали све Скендербегове стратегије и тактике. После пљачкања многих села, османска војска је поставила логор на Ујебарда поља, на пола пута између Љеша и Кроје. После избегавања сукоба са непријатељем месецима, мирно давајући Османлијама и његовим европским суседима утисак да је побеђен, 2. септембра је Скендербег изненада напао османску војску и у њиховим камповима их победио, убивши 15.000 и ухвативши 15.000 османских војника, и запленивши 24 османска барјака и све остало вредно што се нашло у логору. Ово је једна од највећих победа Скендербега над Османлијама, која је довела до петогодишњег мира са султаном Мехмедом II. Хамза је ухваћен и послат у притвор у Напуљ.
Након светлог тријумфа Скендербеговог оружја на Ујебардом пољу, његови односи са Папством под папом Калистом III су појачани. Разлог је био тај што је Скендербегова војска начинила толики прогрес у плану крсташког рата западног света, да Алфонсо није био у стању да то све исфинансира. Стога је, године 1457, Скендербег од папе лично затражио помоћ, јер је полако упадао у финансијске проблеме, међутим, папа није био у стању да уради ишта више осим да Скендербегу пошаље један брод и одређену суму новца, обећавајући више бродова и новца у будућности. Дана 23. децембра 1457. године, Калист III је прогласио Скендербега за капетана и генерала Курије у бици против Османлија. Папа му је дао титулу „Шампион Христа”.
Очигледно незадовољан папином помоћи, Скендербег се обратио Дубровнику. Међутим, република је одбила да изда новчана средства која су била скупљана по Далмацији за крсташе и која су, према папи, била равноправно подељена Мађарској, Босни и Љешкој лиги. То наравно, није био случај. Дубровчани су чак ушли у преговоре са Мехмедом. Крајем децембра 1457. године, Калист је претио Венецији казном, што се поновило и у фебруару 1458. године.

##### Скендербегови савезници након смрти Алфонса V
Као капетан Курије, Скендербег је именовао војводу Лефкаде (Санта Маура), Леонарда III Токоа, кији је славу у јужном Епиру стекао као поручник у својој домовини, за принца Арте и „деспота византијских Грка”.
Дана 27. јуна 1458. године, краљ Алфонсо је умро у Напуљу и Скендербег је послао изасланике његовом сину и наследнику, краљу Фердинанду. Према неким историчарима, смрт краља Алфонса је постављена као крај арагонског сна о Медитеранском царству и исто за наду за нови крсташки рат у којем би Скендербег имао посебну улогу. Односи са Скендербегом и Краљевином Напуља су се наставили и после Алфонсонове смрти, али се ситуација променила. Фердинанд није био у стању да влада као његов отац и тада је Скендербег требало да му помогне да поврати и одржи своје краљевство. Године 1459, Скендербег је успео да освоји замак Сати од Османског царства и уступити Венецији обавезу да обезбеди срдачан однос са Сигноријом.
Након што је српски деспот Стефан Бранковић збачен 1459. године, отишао је код свог рођака у сународника Скендербега у Љешку лигу. Ту је Скендербегу помагао у његовим анти-османлијским операцијама. Ковао је план да уз Скендербегову помоћ поврати Србију из руку Османлија и поврати Смедерево. У новембру 1460. године Стефан се оженио Ангелином Аријанит, сестром Скендербегове жене Донике.

### Италијанска експедиција
Године 1460, краљ Фердинанд је имао проблема са још једним устанком Анжујаца и питао је Скендербега за помоћ. Овај позив је упозорио Фердинандове противнике, па је Сигисмондо Пандолфо Малатеста запретио да ће, ако Фердинанд буде добио помоћ од Скендербега, затражити помоћ од Османлија. Септембра 1460. године, Скендербег је послао 500 коњица, коју је предводио његов рођак, Иван Стрез Балшић.

"Кнез Таранта ми је написао писмо и ја сам одговорио, шаљем вашем величанству. Ја сам веома изненађен да његово господарство мисли да треба да ме одврати од моје намере његовим речима, и требам рећи још нешто: нека вас Бог чува ваше величанство од болести и зла и опасности, међутим ја сам пријатељ врлине, а не среће."

Скендербегово писмо Фердинанду I.
Фердинандов главни непријатељ, кнез Таранта Ђовани Антонио Орсини, покушао је да одврати Скендербега од овога, па му је понудио алијансу. Ово није имало ефекта на Скендербега, па је одговорио 31. октобра 1460. године да је веома одан породици Арагон, нарочито у тешким временима. Када се ситуација погоршала, Скендербег је склопио трогодишње примирје са Османлијама 17. априла 1461. године и касног августа 1641. године искрцао се на Апилију са војском од 1.000 коњаника и 2.000 пешадије. Код Барлета и Трани, успео је да победи Италијане и Анжујеве снаге Таранта и Орсинија, обезбеђујући Фердинандов трон. После тога се вратио у своју државу. Краљ Фердинанд је био захвалан Скендербегу до краја свог живота, тако да је после Скендербегове смрти дао његовим потомцима замак Трани.

### Последње године
После Италијанске експедиције, Скендербег се вратио кући и сазнао за османске планове. Ишле су три османске војске према његовој држави. Прву је водио Синан-паша и био је побеђен у Мокру (у Македонском Броду). Када је то чуо, Мехмед II послао је другу армију под Хасаном-Бејом. У Мокру је Хасан изгубио већину своје војске тако да се предао Скендербегу и постао његов заробљеник. Хасан и његова војска су били побеђени у Охриду, где је и он постао заробљен. Трећа османска војска је бројала око 30.000 људи под командом Караза-Беја који је био побеђен близу Скопља. Ова војска Мехмеда II се сложила да потпише десетогодишње примирје, које је потписано у априлу 1463. године у Скопљу. Скендербег није желео мир, али је Тануш Топиа ипак прихватио примирје. Тануш је отишао у Тиволи да објасни папи зашто је Скендербег потписао примирје са Мехмедом II. Рекао је да је Скендербег спреман за нови рат са Османлијама.
Међутим, однос Млетачке републике и Скендербега се знатно променио јер су се умешали против Османлија током рата (1463—1479). Током овог периода Млетачка република је видела у Скендербегу алијансу, а 20. августа 1463. године споразум из 1448. године је обновљен са другим условима: право на уточиште у Венецији, чланак који прописује да ће Млетачка република и Османско царство признати Скендербегову државу и да ће Млетачка република имати сигуран пролаз бродова кроз Јадранско море близу Љеша. Новембра 1463. године, папа Пије II је покушао да организује крсташки рат против Османлија, слично што су покушали папа Николас V и папа Калист. Пије II је позвао целокупно хришћанско племство да помогне и Млетачка република се одмах одазвала. Тако да је Скендербег, 27. новембра 1463. године објавио рат Османлијама, када се појавила војска од 14.000 људи која је била под командом Шеремета-Беја око Охрида. Због долазећег крсташког рата, Млетачка република је одлучила да пошаље Скендербегу 500 коњица и 500 пешадије под командом Антонија из Козенца, такође познатог као Ћимаросто. Дана 14. или 15. септембра, после неуспешног турског плана, Османлије су почеле да беже из Охрида. Пије II је планирао да направи крсташки рат са 20.000 војника у Таранту и 20.000 под командом Скендербега. Они би били организовани у Драчу под командом Скендербега и започели би централни фронт против Османлија. Међутим, Пије II је умро у августу 1464. године, баш у моменту када су се организовале војске и спремале за марш у Анкони, тако да је Скендербег остао сам против Османлија.
У априлу 1465. године, на бици код Вајикала, Скендербег се борио и победио Балабан Бадера, османског санџак-бега. Међутим, током заседе у истој бици, Балабан је успео да ухвати битне љешке племиће, укључујући и команданта коњице Моиса Голема, начелника армије Владана Ђурице, Скендербеговог нећака Музака и још 18 других официра. Они су одмах послати у Цариград, где су били петнаест дана, а касније су посечени и бачени псима. Скендербегови захтеви да му се врате, било откупом или разменом затвореника, нису успели. Касније исте године, на границама су се појавиле још две османске војске. Командант једне од отоманских војски био је Балабан-паша, који је, заједно с Јакупом-бегом, командантом друге армије, планирао двоструки напад. Међутим, Скендербег је напао Балабанске снаге у Другој бици код Вајкала, где су Османлије поражене. Овај пут, сви османски затвореници су убијени као освета претходног погубљења Скендербегових капетана. Друга османска војска, под командом Јакупа-бега, такође је поражена неколико дана касније на пољу Кашари код Тиране.

#### Друга опсада Кроје
Султан Мехмед II лично је предводио војску од 30.000 војника у Скендербегову државу и започео другу опсаду Кроје. Град је бранио гарнизон од 4.400 мушкараца, под вођством кнеза Тануша Топије. После неколико месеци опсаде, уништења и убијања широм земље, Мехмед II, видео је да је освајање Кроје било немогуће да постигне сила оружја. После тога, послао је опсаду да се врати у Истанбул. Међутим, оставио је силу од 30.000 људи под Балабаном-пашом како би одржао опсаду дворца у централној Љешкој лиги, коју је назвао Ил-басан (модерни Елбасан). Драч је била следећа мета султана, како би се користила као јака база против Италијана.
Мехмед II је 1466. године, на повратку у Истанбул, иселио Доротеа, архиепископа Охрида и његове службенике и бојаре због њихове сарадње са побуњеницима из Скендербегове државе током побуне Скендербега.
Скендербег је провео следећу зиму 1466. и 1467. године у Италији, од којих је неколико недеља провео у Риму покушавајући да убеди папу Павла II да му да новац. У једном тренутку није могао да плати свој рачун за хотел, а он је горко говорио да би требало да се бори против цркве, а не Османлија. Тек када је Скендербег отпутовао у Напуљ, папа Павле II му је дао 2.300 дуката. Суд у Напуљу, чија је политика на Балкану окарактерисана на отпор Скендербегу, била је више радознала с новцем, наоружањем и снабдевањем. Међутим, вероватно је боље рећи да је Скендербег финансирао и опремио своје трупе углавном из локалних ресурса, богато допуњаваних османским пленом. Може се рећи да је папа био великодушан, али су му финансијске субвенције биле ограничене. Могуће је да је Куриа свима обезбедила 20.000 дуката, што је могло да плати плате од 20 мушкараца током целог сукоба.
Међутим, по повратку се удружио са Леком Дукађинијем, а заједно су 19. априла 1467. године прво нападали и поразили у округу Крабе османско појачање које је командовао Јонуз, Балабанов брат. Сам Јонуз и његов син Хајдар су заробљени. Четири дана касније, 23. априла 1467. године, напали су османске снаге на опсади Кроје. Друга опсада Кроје је на крају прекинута, што је резултирало смрћу Балабана-паше од стране Скендербеговог аркебуза по имену Ђорђе Алекси.
Са смрћу Балабана, османске снаге су биле окружене и према Бернандину де Гералдинису, напуљском функционеру, 10.000 мушкараца је остало заробљено. Они који су били заробљени молили су од Скендербега да их пусти, говорећи му да ће се предати. Скендербег је био спреман да прихвати, али многи племићи су одбили. Скендербегова војска је тако почела да уништава окружену османску војску пре него што су побегли кроз Дибру. Дана 23. априла 1467, Скендербег је ушао у Кроју. Победа је добро примљена међу Скендербеговом војском, а Скендербегови регрути су повећани као што је документовао Гералдини: Скендербег је био у његовом логору са 16.000 мушкараца и сваким даном број младих ратника у његовом кампу је растао. Победа је такође добро примљена у Италији са савременицима, надајући се да ће бити још таквих вести. У међувремену, Млечани су искористили Мехмедово одсуство у Љешкој лиги и послали флоту под Ветуром Капелом на Егејско море. Капело је напао и окупирао острва Имброс и Лемнос, након чега је отпловио и опседао Патру. Омер-беј, османски командант у Грчкој, водио је одбрану на Патру, где је у почетку био губио, али после победио.
Након ових догађаја, војска Скендербега је опседала Елбасан, али није успела због недостатка артиљерије и довољног броја војника.
Уништавање војске Балабана-паше и опсаде Елбасана приморале су Мехмеда II да поново нападне Скендербега у лето 1467. године. Скендербег се повукао у планине док га је османски везир Махмуд-паша Ангеловић гонио, али га није пронашао јер је Скендербег успео да побегне ка обали. Мехмед II је стално пратио нападе на Скендербегове територије и упућивао одреде да нападну млетачку имовину (нарочито Драч) и да је изолују. Османлије поново нису успеле у својој трећој опсади Кроје да освоје град и земљу, али штете су биле огромне.
Током османских упада, Скендербегова војска је претрпела велики број жртава, посебно цивилног становништва, док је економија земље била у рушевинама. Горенаведени проблеми, губитак многих Скендербегових племића и нови савез са Леком Дукађинијем, довели су до тога да Скендербег у јануару 1468. године све преостале племиће позове на конференцију у венецијанском упоришту Љешу, како би разговарали о новој ратној стратегији и реструктурирали оно што је остало од Љешке лиге. Током тог периода, Скендербег је боловао од маларије и умро је 17. јануара 1468. године, у 63. години живота.

## Наследство
Напуљски краљ Фердинанд се и даље захваљивао за помоћ против италијанске капање и наставио захвалност чак и после Скендербегове смрти. У писму из 24. фебруара 1468. године, краљ Фердинанд је изразито рекао: „Скендербег је био као отац за нас” и „жао нам је због ове (Скендербегове) смрти више него смрти краља Алфонса, пружајући заштиту Скендербеговој удовици и његовом сину.” Важна чињеница је да су већина владара из Љешке лиге након смрти Скендербега пронашли уточиште у Краљевини Напуљ, а то је такође случај и код обичних људи који су покушавали да побегну од Османлија, који су формирали арбанашке колоније на том подручју.
После Скендербегове смрти, Венеција је од Донике затражила дозволу да брани Кроју и друге тврђаве са венецијанским гарнизонима. Кроју су Османлије освојиле током своје четврте опсаде, која је започета 1477. године од стране Гедика Ахмед-паше и трајала до 16. јуна 1478. године, када је град остао без хране и предао се султану. Како су Албанци отишли са својим породицама, Османлије су убили мушкарце и поробили жене и децу, који су остали ту да живе. Османска војска, коју је поново предводио Мехмед II, опколила је и заузела Скадар. Скендербегов син, Иван Кастриот II, наставио је отпор против Османлија и покушао је да ослободи територије од османске владавине 1481—84. Осим тога, велика побуна 1492. године се десила у Епиру, углавном у региону Лаберије, а Бајазит II је лично био укључен у гашење побуне. Године 1501, Ђурађ Кастриот II, унук Скендербега и син Ивана Кастриота II, заједно са Прогоном Дукађинијем и са 150—200 стратиота, отишао је у Љеш и организовао локални устанак, који је такође био неуспешан. Венеција је евакуисала Драч 1501. године.
Након пада Љешке лиге, Краљевство Напуљ дало је земљу и племићку титулу породици Скендербега, Кастриота. Његовој породици су дали контролу над војводством Сан Пијетро у Галатини и округом Солето у провинцији Лечу. Његов син, Иван Кастриот II, оженио се Јерином Бранковић, ћерком српског деспота Лазара Бранковића.
Две породице Кастриота живе у јужној Италији, од којих је једна потекла од Парда Кастриота Скендербега, а друга од Ахиле Кастриота Скендербега, који су били и биолошки синови Ферантеа, сина Ивана Кастриота II и његове супруге Јерине. Они су били високо рангирани италијански племићи и припадници Малтешког витешког реда.
Проширење Османског царства се зауставило током времена када су се снаге Скендербега одупирале. То је можда један од главних разлога за одлагање османског освајања ка западној Европи, дајући италијанским кнежевинама више времена да се боље припреме за османске нападе. Према архивским документима, нема сумње да је Скендербег у своје време већ постигао репутацију хероја. Непружање помоћи Скендербегу већине европских народа, изузев Напуља, заједно са неуспелим планом папе Пије II да организује обећани крсташки рат против Османлија, значило је да ниједна Скендербегова победа није ометала Османлије да освајају западни Балкан.
Султан Мехмед II је 1481. године освојио Отранто и побио мушко становништво, чиме је доказао оно на шта је Скендербег упозоравао. Скендербег је дао наду хришћанима у борби против Османског царства. Током албанског националног буђења, Скендербег је био симбол националне кохезије и културног афинитета са Европом.
Након што је Мехмед II освојио Љеш, Османлије су пронашле Скендербегов гроб у православној цркви Светог Николе у Љешу и раскопале га. Многи су долазили да се диве и дотакну, а најсрећнији су били они који су успели да однесу макар делић његовог тела. Овакве честице његовог тела су облагали сребром или златом и држали их на себи као амајлију, убеђени да ће их она заштити и донети им срећу. Разлог за оваква веровања могле су бити бројне гласине о његовој невероватној телесној снази и духу.
Штета нанета османској војсци била је таква да се причало како је Скендербег убио три хиљаде голим рукама. Међу причама о њему говорило се да није спавао више од 5 сати ноћу и да је могао да пресече два човека са једним ударцем његовог симитра (мача), могао је да пресече гвоздене шлемове, убије дивље свиње једним ударцем и разбије главу бива са другим. Џејмс Волфе, командант британских снага у Квебеку, говорио је о Скендербегу као команданту који „надмашује све официре, древне и модерне, у понашању мале одбрамбене армије”. Конгрес Сједињених Држава је 27. октобра 2005. године донео резолуцију „поштујући 600. годишњицу рођења Ђурђа Кастриота (Скендербега), државника, дипломатског и војног генија за своју улогу у спасавању Западне Европе од османске окупације”. Нацистичка Немачка формирала је 21. СС брдску дивизију Скендербега (1. албанска) 1944. године, састављену од 6.491 косовских Албанаца регрута.

## У литератури и уметности
Постоје два позната књижевна дела о Скендербегу која су настала у 15. веку. Први је почетком 1480. написао српски писац Мартин Сегон, који је био католички епископ у Улцињу и један од најзначајнијих хуманиста из 15. века, кратка, али веома важна биографска скица о Скендербегу (итал. Narrazioni di Giorgio Castriotto, da i Turchi nella lingua loro chiamato Scander beg, cioe Alesandro Magno). Још један књижевни рад из 15. века са Скендербегом као једним од главних ликова био је „Успомени јаничара”, написаног у периоду 1490—97. године од стране Константина Михаиловића, Србина који је био јаничар у Османској војсци.
Скендербег је имао велику посмртну репутацију у западној Европи. Књиге о Скендербегу почеле су да се појављују у западној Европи почетком 16. века. Једна од најранијих била је „Историја живота и дела Скендербега, кнеза Епира” (лат. Historia de vita et gestis Scanderbegi, Epirotarum Principis, Рим, 1508. године), објављена само четири деценије након смрти Скендербега, написана од стране албанско-млетачког историчара Марина Барлетија, који је, након што су Османлије освојиле његово пребивалиште Скадар, побегао у Падову, где је постао ректор жупне цркве Светог Стефана. Барлети је посветио свој рад Дону Ферантеу Кастриоту, Скендербеговом унуку. Књига је објављена на латинском језику. Барлети је понекад нетачан, на пример, према Гибону, Барлети тврди да је султан погинуо под зидовима Кроје. Барлетијеве нетачности су примећене пре Гибона од стране Лаоника Халкокондила. Направио је лажну кореспонденцију између Владислава II, владара Влашке и Скендербега, погрешно је сместивши у 1443, уместо у 1444. годину, а такође је измислио преписку између Скендербега и султана Мехмеда II како би одговарала његовим тумачењима догађаја.
Франг Барди, католички бискуп који је рођен у Албанији, такође је написао биографију Скендербега, „Georgius Castriotus, Epirensis vulgo Scanderbegh, Epirotarum Princeps Fortissimus”, објављену на латинском 1636. године. Сер Вилијам Темпл сматра да је Скендербег један од седам највећих владара без круне. Лудвиг Холберг, дански писац и филозоф, тврдио је да је Скендербег био један од највећих генерала у историји.
Италијански барокни композитор Антонио Вивалди, саставио је оперу под називом „Скендербег” (први пут изведена 1718. године); либрето је написао Антонио Салви. Другу оперу, под називом „Скендербег”, компоновао је француски композитор Франсоа Франкур у 18. веку (први пут изведена 1735. године). У 20. веку, албански композитор Пренке Јакова саставио је трећу оперу под називом „Ђурађ Кастриот Скендербег”, која је примерно извођена 1968. године за 500. годишњицу смрти хероја.
Скендербег је протагониста три британске трагедије из 18. века: Вилијама Хаварда „Скендербег, Трагедија” (1733), „Хришћански јунак” Џорџа Лилоа (1735) и „Скендербег, или, љубав и слобода” Томаса Винкопа (1747). Један број песника и композитора такође је био инспирисан његовом војном каријером. Француски песник из 16. века Ронсард написао је песму о њему, као и амерички песник из 19. века Хенри Водсворт Лонгфелоу.
Гиамарија Биеми, италијански свештеник, објавио је рад о Скендербегу под називом „Istoria di Giorgio Castrioto Scanderbeg-Begh” у Бреши, Италија, 1742. године. Он је тврдио да је пронашао рад објављен у Венецији 1480. године који је написао албански хуманиста из Бара, чији је брат био лично у војсци Скендербега. Према Биемију, изгубљене су странице које се баве Скендербеговом омладином, догађајима од 1443. до 1449. године, Опсадом Кроје (1467) и смрти Скендербега. Биеми је назвао аутора дела као Антиварино („човек из Бара”), међутим, тај Биемијев проналазак је био фалсификат, који неки историчари (Фан С. Ноли и Атаназ Гегај) нису открили и нису користили као извор у својим радовима.
Скендербега је исто споменуо Петар II Петровић Његош у његовој песми „Горски вијенац” (1847) и „Лажни цар Шћепан Мали”. 1855. године. Камил Пеганел је написао дело „Histoire de Scanderbeg”, инспирисаног Кримским ратом.
„Велики ратник Скендербег” (алб. Skënderbeu, рус. Великий воин Албании Скандербег) албанско-совјетски је филм настао 1953. године, који је добио међународну награду 1954. године на Канском филмском фестивалу. Филм је поново сниман и ажуриран за 100 година албанске независности.
Сећање на Скендербега је урезано у многим музејима, међу којима је и „Скендербегов музеј”, близу кројског замка. Многи споменици у албанским градовима посвећени су њему, а неки од њих се налазе у Тирани (у Скендербеговом музеју од Одиса Паскалиа), (у и изван Скендербеговог музеја од Јанаца Пацоа) Кроје и Пишкопеји. Палата у Риму, коју је он поседовао током посете Италије 1466—67. године, названа је „Palazzo Scanderbeg” (палата Скендербега) и она је данас италијански музеј пасте. Ова палата је лоцирана између Фонтане ди Треви и Квириналске палате. Такође се у Риму налази статуа Скендербега, споменици се такође налазе у Скопљу и Дебру, у републици Македонији; Приштини, у Србији; у Женеви, у Швајцарској; Бриселу, у Белгији; Лондону, у Енглеској; и на различитим другим местима широм јужне Италије где је била арбанашка заједница. Године 2006, статуа Скендербега је нађена у цркви Светог Павла, албанске католичке заједнице у Рочестер Хилсу (Мичиген). То је била прва статуа Скендербега подигнута у САД.
Постоји „Скендербег војни универзитет” у Тирани; „Скендербег стадијум”, домаћи терен ФК Скендербега; и орден Скендербега.

### Цетињски летопис
Цетињски летопис описује живот Скендербега, рукопис потиче са краја прве половине 18. века, а ко га је писао није познато. Рукопис је препис, или препис преписа, нечијег извода од познате биографије Скендербегова коју је на латинском написао Марино Барцелије, млађи савременик Скендербега. Ово дело је први пут штампано у Риму између 1506. и 1510. године, затим опет у Риму 1524. године, у Фиренци 1529. године, у Аугзбургу 1537. године, па у Франкфурту на Мајни 1579. године и најзад у Загребу 1743. године.
Марино Барлеције је био учен и образован католички свештеник. Његово дело о Скендербегу је у ствари романсирана биографија. У своје време оно је имало широк публицитет у Европи (преведено на италијански, француски, енглески, немачки и пољски).
Такав је публицитет доживело колико због својих литерарних квалитета, толико, ако не и више, због популарности његовог главног јунака – Скендербега. Али, и поред тога, још увек не постоји текстуални превод његове биографије од Барлеција. Поред овог (цетињског) рукописа, крајем 20. века постојао је још један, сличан овоме, у Народној библиотеци у Београду.
И у цетињском рукопису Скендербег се такође назива Црнојевићем. Ова и многе друге сличности у тексту наводе на претпоставку да оба рукописа потичу из истог извора – једног старијег извода из Барлецијевог дела, а највероватније оног за који Павле Ровински каже да је настао после изласка из штампе Барлецијеве књиге о Скендербегу. Ровински каже још и то: да се „у Импер. публичкој библиотеци у Петрограду (Петерсбургу) налази буквално иста историја, само у старијем препису, отприлике, не млађем од друге половине 18. века, у Зборнику који је архимандрит Порфирије купио на Атону у једног бугарског калуђера”.
Овај рукопис је старословенске редакције и писан је више народним језиком. Њему недостаје око пола листова. Ови подаци, иако не решавају питање порекла цетињског рукописа о Скендербегу, свакако су од интереса. Али, оно што је важније од тога – ко је и одакле је он био, и када је живео – јесте питање: да ли је он својом интервенцијом допринео вредности ове историје. Упоређујући београдски рукопис о Скендербегу са Барлецијевим делом и истој личности, Чеда Мијатовић је констатовао да су верзије у овој историји много природније и ближе карактерима, него онима које даје Берлеције.
Оно што се у овој историји наводи „као говор Скендербегов на сабору на коме се савез арбанашке и српске господе установио, носи на себе печат логичности и мудрости, па изгледа као да је Скендербег, заиста, то и могао говорити... Ако он то није рекао, онда значи да је онај, који је по Барлецију први написао скраћену историју радње Скендербегове, увиђао јасно једну од главних категорија узрока са којих нас је свако зло у 14. и 15. веку постизавало.”
Ова Мијатовићева запажања могу се применити и на цетињски рукопис о Скендербегу, јер и према неколико цитата из београдског рукописа може се довољно видети сличност ових двају рукописа, мада не и потпуна идентичност. Али и поред тога што историја о Скендербегу у цетињској верзији у понечему верније одржава време и прилике на које се односи него Барлецијево дело по којему је рађена, ипак ни она не може доћи у обзир као историјски извор. Далеко од тога. Јер је пун са крупнијим претеривањима и са пуно нетачности у хронологији и другим детаљима.
Према цетињском рукопису, а и београдском, Скендербег би имао 12 година кад је одведен на двор султана Мурата II, а према Барлецију девет. Међутим, у науци се узима да је он рођен око 1410. године, а из очевог дома одведен тек после 1426. године, што би значило да је тада могао имати више од 16 година. У оба поменута рукописа наведено је да је Иван Кастриот (отац Скендербегов) имао три сина: Станишу, Георгија — Скендербега и Константина, док четврти син Иванов, Репош, није споменут. У рукопису се говори и о томе да је Скендербег, док је био у служби турског цара Мурата II, учествовао у заузећу малоазијских градова Брусе и Никомисије. Међутим, Турци су ове градове освојили пре тога. Битка између српске и угарске војске, с једне, и турске, с друге стране, вођена је (1443. године) код Ниша, а не код Крушевца, како у рукопису стоји. Сабор на коме је (1444. године) учињен савез арбанашких главара против Турака није одржан у Улцињу, како у рукопису стоји, већ у Љешу. На 4.1. рукописа стоји: Аранит Сопиа Голим, а треба: Аријанит Топија Големи; стоји: Андреј Топчиа, а треба: Андреј Топија. Одговор Скендербегов на једно писмо султана Мурата II из 1444. године датиран је под 1436. годином, што је, без сумње, омашка преписивача. Мајка Леке Захарија, Боја, у рукопису се назива Босанка. У рукопису стоји: Дринаст, а треба: Дриваст. У рукопису се говори како је Скендербег још на почетку своје акције против Турака, пошто је заузео Кроју (ондашњи главни град Албаније) и неколико других мањих градова (утврђења), покушао у два маха да заузме и Сват град (Свети град у Горњем Дебру). Али без успеха.
Тачније је Скендербегов биограф опширно причао о турској офанзиви на Сват град (1448. године), пропустивши да пре тога ишта каже о преласку Сват-града у Скендербегове руке. У овој офанзиви, према цетињском рукопису, учествовало је 150.000 турских војника. Такође је преувеличано бројно стање турске војске и у приказу два доцнија турска похода на град Кроју. Наиме, каже се да је у једном од њих учествовало 230.000 турских војника, а у другом 200.000. Бројно стање турске војске, при првом нападу на Скендербегову Кроју, у рукопису није назначено. Овај први напад на Кроју (први по доласку Скендербега на чело Албаније) догодио се 1450. године, а у рукопису је датиран 1453. године. При крају рукописа изведен је закључак да је Скендербег с Турцима имао 63 битке, и да ни у једној од њих није био поражен, изузев у бици код Београда (албанским Бератом). Међутим, у тексту истог рукописа читамо да су браниоци опседнутих градова, Сват-града и Дебра, били приморани да их предају Турцима (1448. године). Може се прочитати и да је из једне борбе с Турцима и сам Скендербег једва извукао главу. А из научне историографије се може видети да су Турци већ 1466. године „освојили отворену земљу Скендербега”, а то је на две године пре његове смрти. Само је чињеница да тврди град Кроју нису успели да освоје за време њиховог живота.
Додајући Скендербегу презиме Чернојевић, очито се ишло за тим да се он учини Србином, што не одговара чињеници. Интервенција се види и на оним местима где се Латини негативно карактеришу, као на пример да су они варалице, али пред Турцима ниско падали; да „умију љепше са женама играти, него од Турака градове узимати” итд. Ако је тамо погрешно наведено место на коме су се (1443. године) судариле угарска и српска војска са турском, тачно је назначено то да су у овој бици Срби и Угари однели победу. Такође је тачно приказан и пораз угарске војске код Барне (1444. године). Повод за сукоб између Скендербега и Млетачке републике, до кога је дошло 1447. године, такође је истинито приказан. Пад Цариграда исто тако. Погибија турског војсковође Балабан-паше под зидинама Кроје, испод које се и сам турски султан, више него једанпут, срамно повукао, такође...
Најранији портрет Скендербега датира из 1466. године. Према аутору Фридриху Кенеру, насликао га је Ђентиле Белини, по поруџбини млетачких власти, када је Скендербег посетио Лагуну (град у Италији).

## Албански национални мит о Скендербегу
Скендербегова слава је вековима била сачувана у хришћанској Европи док је у претежно исламизованој Албанији постепено бледела. Албанци су тек крајем 19. века, у периоду Албанског националног препорода поново открили Скендербега и уздигли га на ниво националног мита. Иако је Скендербег већ имао одређених утицаја на формирање идентитета албанске дијаспоре у Италији, тек на самом крају 19. века после 1898. и објављивања књиге коју је написао Наим Фрашери („Istori'e Skenderbeut”) лик Скендбега је добио нову димензију, димензију којом је његов лик везан не за религију, већ за нацију. Наим Фрашери је био највећа инспирација и узор већини албанских интелектуалаца и песника. У недостатку средњовековног албанског краљевства или царства, албански националисти су за свој симбол одабрали Скендербега чија херојска трагедија има све елементе који су потребни за изградњу мита.
Албански националисти су подвргли Скендербегов лик процесу албанизације и приказали га као хероја нације. Књиге и публикације које су касније објављиване су такође приказивале Скендербега као хероја нације. Иако је мит о Скендербегу имао мало заједничких тачака са стварношћу, он је инкорпориран у радове о Историји Албаније.

### Проблем етничког порекла Скендербега
Бројни извори информација објављени у радовима савремених историчара дају следеће информације везане за националну припадност:
1. становништво и војници којима је владао Скендербег нису били искључиво Албанци већ и Грци, Срби, Власи...
2. становништво и војници који су се супротстављали Скендербегу нису били искључиво неалбанци, већ су Албанци чинили окосницу војски које су учествовале у сукобима са Скендербеговим војницима, не само у оквиру војске Османског царства, већ и у оквиру војски појединих албанских феудалаца који су се повремено сукобљавали са Скендербегом ратујући за Венецију
3. територије које су биле под контролом Скендербега нису насељавали искључиво Албанци, нити су све територије које насељавају Албанци биле под његовом контролом, нити територија коју је он контролисао обухвата целокупну територију коју данас заузима држава Албанија. За највећи део територије данашње Албаније се у доба Скендербега употребљавао назив Епир, а сам Скендербег је често називан принцом Епира.
4. етничка припадност није била основ за опредељивање становника или војника за или против Скендербега већ на првом месту религиозни и економски фактори (сви Скендербегови ратници су били хришћани)
5. његова браћа и сестре имају највише српска имена. Станишин син се звао такође Бранило.

Он и његова дела су постали мешавина историјских чињеница, истина и полу-истина, изума и фолклора... У 19. веку Албанци, барем већина, придржавали су се вере Скендербегових непријатеља. Скендербег је постао национални херој свих Албанаца.